# コモドール (カクテル)
コモドール（commodore）は、ショートドリンクの1つ。カクテル名のコモドールとは、海軍代将のこと。

## 標準的なレシピ
- バーボン・ウイスキー ： レモン・ジュース ＝ 2：1
- ガムシロップ＝1tsp
- アンゴスチュラビターズ ＝ 2dash

### 備考
上記レシピ以外にも色々なレシピのコモドールが存在する。

## 作り方
バーボン、レモン・ジュース、ガムシロップ、アンゴスチュラビターをシェイクして、カクテル・グラス（容量75〜90ml程度）に注げば完成である。レモン・ジュースは、その場でレモンを絞ったものを使用するのがベストであるが、市販のジュースを用いても良い。

## 主な参考文献
- 稲 保幸 『洋酒とカクテル入門』 日東書院 1987年2月10日発行 ISBN 4-528-00361-9